# Here's looking at you, kid.
"Here's looking at you, kid." (tạm dịch: "Nhìn em kìa, cô bé") là một câu thoại nổi tiếng của Rick với Ilsa trong phim Casablanca.

## Bình chọn
"Here's looking at you, kid!" được xếp thứ 5 trong Danh sách 100 câu thoại đáng nhớ trong phim của Viện phim Mỹ. Sáu câu thoại trong phim Casablanca đã xuất hiện trong danh sách này. Đây cũng là bộ phim được bình chọn nhiều nhất trong danh sách 100 câu thoại đáng nhớ nhất. Xếp tiếp theo là The Wizard of Oz và Cuốn theo chiều gió.

## Hoàn cảnh câu thoại
Ilsa, một phụ nữ đã có chồng, và Rick gặp nhau ở Paris. Chồng Ilsa là một người theo phong trào kháng chiến chống phát xít trong Chiến tranh thế giới thứ hai và đã bị bắt. Ilsa rất thương yêu chồng nhưng lại nhận được tin chồng mình đã chết. Ilsa dần đến với tình yêu của Rick. Họ yêu nhau say đắm. Ngày Rick hẹn Ilsa tại cảng Marseille để lẩn trốn khỏi cuộc chiến tàn khốc, Ilsa đã không đến. Họ biệt tin nhau từ đó. Thực ra chồng Ilsa đã trở về và vì thế, cô không thể đi cùng Rick.
Sau bao nhiêu năm, với cái vẻ sắt đá bề ngoài, Rick vẫn còn nhớ đến Ilsa và ca khúc kỉ niệm của hai người As Time Goes By. Bất ngờ, Rick lại gặp lại Ilsa trong quán cafe của mình "Quán cà phê Mỹ". Hội ngộ chưa được bao lâu... Chồng Ilsa lại là người đứng đầu phong trào kháng chiến của Tiệp Khắc. Anh có nguy cơ bị bắt giữ ở Casablanca, Maroc. Rick đã hy sinh một cách cao cả cơ hội tái hợp với Ilsa bằng việc tặng cho Laszlo hai chiếc thẻ hộ chiếu ra đi đáng lẽ ra là dành cho anh và Ilsa.
Ở phi trường, Ilsa không thể giấu nổi nước mắt khi chia tay Rick. Ilsa nói: "Còn chúng ta thì sao?" (Nguyên văn: "What about us?"). Rick đã trả lời: "Trong chúng ta luôn có Paris" (Nguyên văn: "We'll always have Paris". Ilsa cúi mặt và khóc. Rick khẽ nâng cằm cô lên và nói: "Nhìn em kìa, cô bé!".

## Truyện tranh Watchmen
Trong tập 3 của bộ truyện tranh nổi tiếng Watchmen, nhân vật Nite Owl đã nói câu nói này với nhân vật Silk Spectre. Đây là một thủ pháp nghệ thuật nhỏ để gợi cho độc giả nhớ tới phim Casablanca.